# Lijst van Franse ministers van Arbeid en Werkgelegenheid
Dit is een lijst van Franse ministers van Arbeid en Werkgelegenheid.

## Ministers van Arbeid (1957–heden)
| Minister van Arbeid en Werkgelegenheid | Minister van Arbeid en Werkgelegenheid | Minister van Arbeid en Werkgelegenheid | Ambtstermijn                      | Ambtstermijn     | Partij(en)     | Premier(s)                            | Kabinet(en)                | Overige functie(s)           |
| -------------------------------------- | -------------------------------------- | -------------------------------------- | --------------------------------- | ---------------- | -------------- | ------------------------------------- | -------------------------- | ---------------------------- |
|                                        | Paul Bacon                             | Paul Bacon (1907–1999)                 | 7 november 1957                   | 16 mei 1962      | MRP            | Michel Debré (1959–1962)              | Debré                      |                              |
| Georges Pompidou (1962–1968)           | Paul Bacon                             | Paul Bacon (1907–1999)                 | 7 november 1957                   | 16 mei 1962      | MRP            | Pompidou I                            |                            |                              |
| Georges Pompidou (1962–1968)           |                                        | Gilbert Grandval                       | Gilbert Grandval (1904–1981)      | 16 mei 1962      | 8 januari 1966 | Pompidou I                            | UNR                        |                              |
| Georges Pompidou (1962–1968)           | Pompidou II                            | Gilbert Grandval                       | Gilbert Grandval (1904–1981)      | 16 mei 1962      | 8 januari 1966 |                                       | UNR                        |                              |
| Georges Pompidou (1962–1968)           |                                        |                                        | Jean-Marcel Jeanneney (1910–2010) | 8 januari 1966   | 10 juli 1968   | UNR (1966–67)                         | Pompidou III               | Minister van Sociale Zaken   |
| Georges Pompidou (1962–1968)           | UDR (1967–68)                          | Pompidou IV                            | Jean-Marcel Jeanneney (1910–2010) | 8 januari 1966   | 10 juli 1968   |                                       |                            | Minister van Sociale Zaken   |
|                                        | Maurice Schumann                       | Maurice Schumann (1911–1998)           | 10 juli 1968                      | 20 juni 1969     | UDR            | Maurice Couve de Murville (1968–1969) | Couve de Murville          | Minister van Staat           |
| Minister van Sociale Zaken             | Maurice Schumann                       | Maurice Schumann (1911–1998)           | 10 juli 1968                      | 20 juni 1969     | UDR            | Maurice Couve de Murville (1968–1969) | Couve de Murville          |                              |
|                                        |                                        | Joseph Fontanet (1921–1980)            | 20 juni 1969                      | 6 juli 1972      | CDP            | Jacques Chaban- Delmas (1969–1972)    | Chaban- Delmas             |                              |
|                                        | Edgar Faure                            | Edgar Faure (1909–1988)                | 6 juli 1972                       | 5 april 1973     | UDR            | Pierre Messmer (1972–1974)            | Messmer I                  | Minister van Staat           |
| Minister van Sociale Zaken             | Edgar Faure                            | Edgar Faure (1909–1988)                | 6 juli 1972                       | 5 april 1973     | UDR            | Pierre Messmer (1972–1974)            | Messmer I                  |                              |
|                                        | Georges Gorse                          | Georges Gorse (1915–2002)              | 5 april 1973                      | 27 mei 1974      | UDR            | Pierre Messmer (1972–1974)            | Messmer II                 |                              |
| Messmer III                            | Georges Gorse                          | Georges Gorse (1915–2002)              | 5 april 1973                      | 27 mei 1974      | UDR            | Pierre Messmer (1972–1974)            |                            |                              |
|                                        |                                        | Michel Durafour (1920–2017)            | 27 mei 1974                       | 26 augustus 1976 | CR             | Jacques Chirac (1974–1976)            | Chirac I                   |                              |
|                                        |                                        | Christian Beullac (1923–1986)          | 26 augustus 1976                  | 5 april 1978     | DVD            | Raymond Barre (1976–1981)             | Barre I                    |                              |
| Barre II                               |                                        | Christian Beullac (1923–1986)          | 26 augustus 1976                  | 5 april 1978     | DVD            | Raymond Barre (1976–1981)             |                            |                              |
|                                        | Robert Boulin                          | Robert Boulin (1920–1979)              | 5 april 1978                      | 30 oktober 1979  | RPR            | Raymond Barre (1976–1981)             | Barre III                  |                              |
|                                        |                                        | Jean Mattéoli (1922–2008)              | 1 november 1979                   | 21 mei 1981      | RPR            | Raymond Barre (1976–1981)             | Barre III                  |                              |
|                                        | Jean Auroux                            | Jean Auroux (1942)                     | 21 mei 1981                       | 29 juni 1982     | PS             | Pierre Mauroy (1981–1984)             | Mauroy I                   |                              |
| Mauroy II                              | Jean Auroux                            | Jean Auroux (1942)                     | 21 mei 1981                       | 29 juni 1982     | PS             | Pierre Mauroy (1981–1984)             |                            |                              |
|                                        | Pierre Bérégovoy                       | Pierre Bérégovoy (1925–1993)           | 29 juni 1982                      | 17 juli 1984     | PS             | Pierre Mauroy (1981–1984)             | Minister van Sociale Zaken |                              |
| Mauroy III                             | Pierre Bérégovoy                       | Pierre Bérégovoy (1925–1993)           | 29 juni 1982                      | 17 juli 1984     | PS             | Pierre Mauroy (1981–1984)             | Minister van Sociale Zaken |                              |
|                                        |                                        | Michel Delebarre (1946)                | 17 juli 1984                      | 20 maart 1986    | PS             | Laurent Fabius (1984–1986)            | Fabius                     |                              |
|                                        | Philippe Séguin                        | Philippe Séguin (1943–2010)            | 20 maart 1986                     | 10 mei 1988      | RPR            | Jacques Chirac (1986–1988)            | Chirac II                  | Minister van Sociale Zaken   |
|                                        |                                        | Michel Delebarre (1946)                | 10 mei 1988                       | 22 juni 1988     | PS             | Michel Rocard (1988–1991)             | Rocard I                   | Minister van Sociale Zaken   |
|                                        | Jean-Pierre Soisson                    | Jean-Pierre Soisson (1934)             | 22 juni 1988                      | 15 mei 1991      | UDF            | Michel Rocard (1988–1991)             | Rocard II                  |                              |
|                                        | Martine Aubry                          | Martine Aubry (1950)                   | 15 mei 1991                       | 29 maart 1993    | PS             | Édith Cresson (1991–1992)             | Cresson                    |                              |
| Pierre Bérégovoy (1992–1993)           | Martine Aubry                          | Martine Aubry (1950)                   | 15 mei 1991                       | 29 maart 1993    | PS             | Bérégovoy                             |                            |                              |
|                                        |                                        | Michel Giraud (1929–2011)              | 29 maart 1993                     | 17 mei 1995      | PRP            | Édouard Balladur (1993–1995)          | Balladur                   |                              |
|                                        | Jacques Barrot                         | Jacques Barrot (1937–2014)             | 17 mei 1995                       | 3 juni 1997      | UDF            | Alain Juppé (1995–1997)               | Juppé I                    | Minister van Sociale Zaken   |
| Juppé II                               | Jacques Barrot                         | Jacques Barrot (1937–2014)             | 17 mei 1995                       | 3 juni 1997      | UDF            | Alain Juppé (1995–1997)               |                            | Minister van Sociale Zaken   |
|                                        | Martine Aubry                          | Martine Aubry (1950)                   | 3 juni 1997                       | 18 oktober 2000  | PS             | Lionel Jospin (1997–2002)             | Jospin                     | Minister van Sociale Zaken   |
|                                        | Élisabeth Guigou                       | Élisabeth Guigou (1946)                | 18 oktober 2000                   | 6 mei 2002       | PS             | Lionel Jospin (1997–2002)             | Jospin                     | Minister van Sociale Zaken   |
|                                        | François Fillon                        | François Fillon (1954)                 | 6 mei 2002                        | 31 mei 2005      | UMP            | Jean-Pierre Raffarin (2002–2005)      | Raffarin I                 | Minister van Sociale Zaken   |
| Raffarin II                            | François Fillon                        | François Fillon (1954)                 | 6 mei 2002                        | 31 mei 2005      | UMP            | Jean-Pierre Raffarin (2002–2005)      |                            | Minister van Sociale Zaken   |
|                                        | Jean-Louis Borloo                      | Jean-Louis Borloo (1951)               | 31 maart 2004                     | 31 mei 2005      | PRV            | Jean-Pierre Raffarin (2002–2005)      | Raffarin III               | Minister van Sociale Zaken   |
| Dominique de Villepin (2005–2007)      | Jean-Louis Borloo                      | Jean-Louis Borloo (1951)               | 31 maart 2004                     | 31 mei 2005      | PRV            | de Villepin                           | Minister van Huisvesting   |                              |
| Minister van Arbeid                    | Minister van Arbeid                    | Minister van Arbeid                    | Ambtstermijn                      | Ambtstermijn     | Partij(en)     | Premier(s)                            | Kabinet(en)                | Overige functie(s)           |
|                                        | Xavier Bertrand                        | Xavier Bertrand (1965)                 | 16 mei 2007                       | 15 januari 2009  | UMP            | François Fillon (2007–2012)           | Fillon I                   | Minister van Sociale Zaken   |
| Fillon II                              | Xavier Bertrand                        | Xavier Bertrand (1965)                 | 16 mei 2007                       | 15 januari 2009  | UMP            | François Fillon (2007–2012)           |                            | Minister van Sociale Zaken   |
|                                        | Brice Hortefeux                        | Brice Hortefeux (1958)                 | 15 januari 2009                   | 23 juni 2009     | UMP            | François Fillon (2007–2012)           | Minister van Sociale Zaken |                              |
|                                        | Xavier Darcos                          | Xavier Darcos (1947)                   | 23 juni 2009                      | 22 maart 2010    | UMP            | François Fillon (2007–2012)           | Minister van Sociale Zaken |                              |
|                                        | Eric Woerth                            | Eric Woerth (1956)                     | 22 maart 2010                     | 14 november 2010 | UMP            | François Fillon (2007–2012)           | Minister van Sociale Zaken |                              |
| Minister van Arbeid en Werkgelegenheid | Minister van Arbeid en Werkgelegenheid | Minister van Arbeid en Werkgelegenheid | Ambtstermijn                      | Ambtstermijn     | Partij(en)     | Premier(s)                            | Kabinet(en)                | Overige functie(s)           |
|                                        | Xavier Bertrand                        | Xavier Bertrand (1965)                 | 14 november 2010                  | 15 mei 2012      | UMP            | François Fillon (2007–2012)           | Fillon III                 | Minister van Volksgezondheid |
|                                        |                                        | Michel Sapin (1952)                    | 15 mei 2012                       | 31 maart 2014    | PS             | Jean-Marc Ayrault (2012–2014)         | Ayrault I                  |                              |
| Ayrault II                             |                                        | Michel Sapin (1952)                    | 15 mei 2012                       | 31 maart 2014    | PS             | Jean-Marc Ayrault (2012–2014)         |                            |                              |
|                                        |                                        | François Rebsamen (1951)               | 31 maart 2014                     | 1 september 2015 | PS             | Manuel Valls (2014–2016)              | Valls I                    |                              |
| Valls II                               |                                        | François Rebsamen (1951)               | 31 maart 2014                     | 1 september 2015 | PS             | Manuel Valls (2014–2016)              |                            |                              |
|                                        | Myriam El Khomri                       | Myriam El Khomri (1978)                | 1 september 2015                  | 14 mei 2017      | PS             | Manuel Valls (2014–2016)              |                            |                              |
| Bernard Cazeneuve (2016–2017)          | Myriam El Khomri                       | Myriam El Khomri (1978)                | 1 september 2015                  | 14 mei 2017      | PS             | Cazeneuve                             |                            |                              |
|                                        | Muriel Pénicaud                        | Muriel Pénicaud (1955)                 | 17 mei 2017                       | 6 juli 2020      | DVG (2017)     | Édouard Philippe (2017–2020)          | Philippe I                 |                              |
| Philippe II                            | Muriel Pénicaud                        | Muriel Pénicaud (1955)                 | 17 mei 2017                       | 6 juli 2020      | DVG (2017)     | Édouard Philippe (2017–2020)          |                            |                              |
|                                        | Muriel Pénicaud                        | Muriel Pénicaud (1955)                 | 17 mei 2017                       | 6 juli 2020      | LREM (2017–20) | Édouard Philippe (2017–2020)          |                            |                              |
|                                        | Élisabeth Borne                        | Élisabeth Borne (1961)                 | 6 juli 2020                       | 16 mei 2022      | LREM           | Jean Castex (2020–2022)               | Castex                     |                              |
|                                        | Olivier Dussopt                        | Olivier Dussopt (1978)                 | 20 mei 2022                       | heden            | DVG            | Élisabeth Borne (2022–heden)          | Borne                      |                              |